# A New Kind of Horror
A New Kind of Horror è il decimo album in studio del gruppo extreme metal britannico Anaal Nathrakh, pubblicato nel 2018.

## Tracce
1. The Road to... – 1:49
2. Obscene as Cancer – 3:03
3. The Reek of Fear – 3:20
4. Forward! – 3:29
5. New Bethlehem/Mass Death Futures – 3:27
6. The Apocalypse Is About You! – 3:02
7. Vi Coactus – 3:43
8. Mother of Satan – 3:25
9. The Horrid Strife – 3:27
10. Are We Fit for Glory Yet? (The War to End Nothing) – 4:10

## Formazione

### Gruppo
- Dave Hunt (aka V.I.T.R.I.O.L.) – voce
- Mick Kenney (aka Irrumator) – chitarra, basso, programmazioni, produzione